# Houtskärin nummisaaret
Houtskärin nummisaaret este o arie protejată (arie specială de conservare — SAC, sit de importanță comunitară — SCI) din Finlanda întinsă pe o suprafață de 80 ha, integral pe uscat.

## Localizare
Centrul sitului Houtskärin nummisaaret este situat la coordonatele 60°17′50″N 21°07′43″E / 60.2972°N 21.1286°E.

## Înființare
Situl Houtskärin nummisaaret a fost declarat sit de importanță comunitară în august 1998 pentru a proteja un număr necunoscut de specii din flora spontană și fauna sălbatică aflate în arealul zonei. Situl a fost protejat și ca arie specială de conservare în aprilie 2015.

## Biodiversitate
Situată în ecoregiunea boreală, aria protejată conține 9 habitate naturale: Faleze cu vegetație de pe coastele atlantice și baltice, Pășuni de coastă din Baltica boreală, Pajiști uscate europene, Pante stâncoase silicioase cu vegetație casmofită, Păduri fino-scandinave bogate în ierburi cu Picea abies, Mlaștini împădurite, Vegetație perenă pe țărmurile stâncoase, Insulițe și insule mici din Baltica boreală, Păduri naturale în etape succesive primare ale suprafețelor emergente de coastă.
La baza desemnării sitului se află un număr nedeclarat de specii protejate.
Pe lângă speciile protejate, pe teritoriul sitului au mai fost identificate 1 specie de păsări.